# Monochamus jordani
Monochamus jordani är en skalbaggsart som beskrevs av Anton Franz Nonfried 1894. Monochamus jordani ingår i släktet Monochamus och familjen långhorningar. Inga underarter finns listade i Catalogue of Life.